# Liste des commissaires résidents de Niue
Cette liste des commissaires résidents de Niue recense ses administrateurs coloniaux depuis son annexion par la Nouvelle-Zélande en 1901 jusqu'à son indépendance comme nation autonome en libre association avec la Nouvelle-Zélande en octobre 1974. Depuis lors, le représentant de l'ancienne puissance coloniale à Niue est le Haut commissaire de Nouvelle-Zélande à Niue.

## Liste des administrateurs coloniaux
| Dates                  | Titulaire                     | Titre                |
| ---------------------- | ----------------------------- | -------------------- |
| Dernier trimestre 1901 | Stephenson Percy Smith        | Agent gouvernemental |
| 1902-1903              | Christophe Freke Maxwell      | Agent résident       |
| 1903-1907              | Christophe Freke Maxwell      | Commissaire résident |
| 1907-1917              | Henry Greyshott Cornwall      | Commissaire résident |
| 1918-1921              | Guy Norman Morris             | Commissaire résident |
| 1921-1922              | John Crouchley Murray Evison  | Commissaire résident |
| 1922-1925              | Guy Norman Morris             | Commissaire résident |
| 1925-1931              | Col. Arthur Albert Luckman    | Commissaire résident |
| 1931-1942              | Capt William Moody Bell       | Commissaire résident |
| 1942-1943              | Joseph Patrick McMahon-Box    | Commissaire résident |
| 1943-1953              | Cecil Hector Watson Larsen    | Commissaire résident |
| 1953-1956              | Jock Malcolm McEwen           | Commissaire résident |
| 1956-1958              | Albert Oliver Dare            | Commissaire résident |
| 1958-1962              | David Walter Reginald Heatley | Commissaire résident |
| 1962-1968              | Lyle Allen Shanks             | Commissaire résident |
| 1968-1973              | Selwyn Digby Wilson           | Commissaire résident |
| 1973-1974              | C. A. Roberts                 | Commissaire résident |

## Sources
- Gouvernement de Niue, Brief Chronological Events, 2001.
- Niue, Worldstatesmen.org, 2015.